# Chisa
Chisa é uma comuna francesa na região administrativa de Córsega, no departamento da Alta Córsega. Estende-se por uma área de 28,92 km². 